# Dołbizna
Dołbizna (biał. Доўбізна, Doubizna) – wieś położona na Białorusi, w rejonie kamienieckim obwodu brzeskiego. Miejscowość wchodzi w skład sielsowietu Wierzchowice. 
Mieszkańcy, którzy wyznają prawosławie należą do parafii w Wierzchowicach.
Wieś magnacka położona była w końcu XVIII wieku powiecie brzeskolitewskim województwa brzeskolitewskiego.
Podczas Powstania styczniowego w 1863 roku wieś, dwór i majątek spaliły oddziały rosyjskie gen. Iwana Nostitza, a właściciel majątku Śnieżko został zamordowany przez rosyjskich kozaków.